# L'Épervier bleu
Pour les articles homonymes, voir Épervier (homonymie).
L'Épervier bleu est une série de bande dessinée franco-belge d'aventure et de Science-fiction créée par Sirius, publiée à partir de 1942 dans le journal Spirou et éditée en albums par Dupuis à partir de 1948 puis par Le Coffre à BD - Éditions du Taupinambour à partir de 2004.
La série met en scène Éric (dit « l'Épervier bleu ») et son compagnon Larsen, rejoints ensuite par le jeune Sheba, dans des aventures exotiques à travers le monde, évoluant par la suite vers la science-fiction.
Créée pour l'hebdomadaire Spirou pendant l'Occupation allemande afin de pallier l'absence des bandes dessinées américaines, la série est très marquée par celles-ci, notamment Brick Bradford de Clarence Gray et Terry et les Pirates de Milton Caniff.
Après guerre, elle est victime de la censure française qui frappe les publications destinées à la jeunesse et cesse d'être publiée en 1954.
Près de vingt ans plus tard, la série connaît une renaissance grâce à Thierry Martens et Jean-Marie Brouyère et cinq nouveaux épisodes sont réalisés avant qu'elle ne soit définitivement abandonnée en 1977.
La série L'Épervier bleu est considérée comme un classique de la bande dessinée franco-belge des années 1940-1950 et de l'Âge d'or de Spirou. Il est possible de trouver une descendance aux personnages dans ceux de deux autres séries mettant en scène des aventuriers baroudeurs, le duo Bob Morane et Bill Ballantine créé en 1953 par Henri Vernes puis le trio Bernard Prince, Barney Jordan et Djinn créé par Greg en 1966.

## Personnages
ÉricLe personnage principal de la série, connu également sous le surnom de l'Épervier bleu. Blond et athlétique, armé de son révolver nommé Chanson d'avril, c'est un homme sans peur qui aime l'action, « le type même de l'aventurier tel qu'on les aime à l'époque : grand, fort, généreux, au regard d'aigle, à la détermination farouche, au coeur de beurre et au coup de poing ravageur ». Son allure et sa blondeur rappellent le Prince Éric que Serge Dalens avait décidé de faire mourir en 1942[réf. nécessaire].
LarsenLe compagnon d'aventure d'Éric. Ce rouquin irlandais, d'une grande force et bagarreur, dont le pullover est du même modèle que celui du capitaine Haddock a fait la connaissance d'Éric dès le premier épisode lors d'une bagarre dans une taverne du port de la ville imaginaire de Palawang.
ShebaCe jeune indien était le boy de Christiane, le personnage féminin principal de la première histoire. Le personnage de Christiane est ensuite abandonné, mais Sheba suit les deux héros dans leurs aventures. Dans le trio ainsi formé, la petite taille et la malice de Sheba se révèlent bien utiles. Absent des épisodes L'Ennemi sous la mer et La Vallée interdite, ce personnage sera abandonné lors de la reprise de la série en 1973, tant en raison du caractère plus adulte des intrigues qu'afin de se différencier de la série Bernard Prince, dont le trio de héros, Bernard Prince, Barney Jordan et Djinn, était pourtant inspiré des personnages de L'Épervier bleu.

## Création de l'œuvre
En pleine Seconde Guerre mondiale, alors que la Belgique et la France sont occupées par l'armée allemande, l'hebdomadaire Spirou continue de paraître avec difficultés. La pénurie de papier oblige l'éditeur à réduire le nombre de pages et Jijé, seul auteur encore disponible à cette époque, devient le dessinateur polyvalent du journal en dessinant les planches manquantes des séries américaines qui ne sont plus livrées, telles Red Ryder ou Superman. Les séries américaines sont rapidement interdites par l'occupant et doivent être remplacées par des séries d'auteurs belges. C'est ainsi que débute la publication des Aventures de Jean Valhardi de Jijé dans le no 40/41 en octobre 1941 puis de L'Épervier bleu dans le no 30/40 en juillet 1942.
Si Sirius n'est plus un débutant, il n'a pour l'instant réalisé que des bandes dessinées humoristiques, notamment Bouldaldar, et, pour gagner sa vie, est employé dans un atelier de décoration travaillant pour une chaîne de grands magasins, quand un ami lui conseille de démarcher les éditions Dupuis. L'Épervier bleu est vite apprécié des lecteurs, auxquels la série apporte « le rêve, les pays lointains, une bouffée d'air frais dans la pesante grisaille ». Mais le 2 septembre 1943, le journal Spirou est censuré par l'occupant allemand et cesse de paraître jusqu'au 5 octobre 1944, contraignant Sirius à improviser rapidement la fin de la première histoire en cours de publication.
La série reprend après-guerre avec la publication de trois nouveaux épisodes entre 1946 et 1949, date à laquelle une censure est instaurée en France qui frappe les publications destinées à la jeunesse. Pourchassant notamment les scènes de violence, la représentation et l'usage d'armes et favorisant les contenus éducatifs, la censure s'intéresse de près à l’Épervier bleu et multiplie les avertissements à l'éditeur. Bien que Sirius assagisse ses héros et ses récits, la commission de censure ne tolère pas le diptyque Point zéro/La Planète silencieuse, lui reprochant son caractère peu éducatif et trop fantaisiste, avec ses personnages se rendant sur la lune, qui plus est, non dans un but scientifique mais dans l'intention d'asservir la Terre, jugeant cet épisode « trop débilitant pour la jeunesse »,. Le point d'orgue est atteint avec la séquence dans laquelle Sirius met les héros aux prises avec des champignons qui poussent et gonflent afin de leur barrer le passage et les retenir prisonniers au fond d'une grotte lunaire, que la censure qualifie de « cauchemardesque ». Une mise en demeure d'interrompre la série est émise alors que l'histoire La Planète silencieuse est en pleine publication dans Spirou en 1951. Sirius doit terminer en trois semaines la conclusion de son histoire en l'édulcorant,. Après cette déconvenue, Sirius abandonne L'Épervier bleu pour se consacrer à la série Les Timour qu'il crée en 1953.
Grâce à Thierry Martens, alors rédacteur en chef de Spirou, et à Jean-Marie Brouyère, qui écrit un nouveau scénario (Thierry Martens a certainement collaboré à son écriture, étant coutumier de collaborations anonymes avec Brouyère) et collabore graphiquement avec Sirius, la série fait son retour dans Spirou en 1973 pour des aventures plus adultes, avec un style graphique plus expressionniste, le personnage de Sheba étant abandonné. Après cette histoire découpée en deux épisodes, Sirius reprend seul les rênes de la série pour les trois dernières histoires. Le succès n'est pas au rendez-vous et Dupuis n'édite pas en albums les nouveaux épisodes. Sirius abandonne définitivement la série en 1977.

## Publication

### Revues
La série est publiée dans l'hebdomadaire Spirou de 1942 à 1951, puis de 1973 à 1977.
| Album | Album | Album                          | Scénario | Dessin | Éditeur | Publication en feuilletons | Publication en feuilletons | Publication en feuilletons | Résumé {remarque} |
| No    | Date  | Titre                          | Scénario | Dessin | Éditeur | Périodiques                | De                         | À                          | Résumé {remarque} |
| ----- | ----- | ------------------------------ | -------- | ------ | ------- | -------------------------- | -------------------------- | -------------------------- | --- |
| 1     | 1948  | L'Épervier bleu                | Sirius   | Sirius | Dupuis  | Journal de Spirou          | 1942 (no 30)               | 1943 (no 35)               | En 1943, un épisode parait dans L'Espiègle au grand cœur, un hors-série du journal, une histoire complète de quatre planches.                              |
| 2     | 1950  | Le Pharaon des cavernes        | Sirius   | Sirius | Dupuis  | Journal de Spirou          | 1945 (no 24)               | 1946 (no 423)              | Cette histoire est republiée dans le Journal de Spirou destiné à la France des no 452 au no 474.                                                           |
| 3     | 1950  | L'île aux perles               | Sirius   | Sirius | Dupuis  | Journal de Spirou          | 1947 (no 501)              | 1949 (no 564)              | |
| 4     | 1951  | Les Pirates de la stratosphère | Sirius   | Sirius | Dupuis  | Journal de Spirou          | 1949 (no 565)              | 1949 (no 600)              | |
| 5     | 1952  | L'Ennemi sous la mer           | Sirius   | Sirius | Dupuis  | Journal de Spirou          | 1949 (no 601)              | 1950 (no 648)              | |
| 6     | 1954  | La Vallée interdite            | Sirius   | Sirius | Dupuis  | Journal de Spirou          | 1950 (no 649)              | 1951 (no 690)              | |
| 7     | 1954  | Point zéro                     | Sirius   | Sirius | Dupuis  | Journal de Spirou          |                            |                            | Publié en même temps qu'Objectif Lune, Point zéro et La planète silencieuse attestent de la concurrence qui oppose le journal de Spirou à celui de Tintin. |
| 8     | 1954  | La Planète silencieuse         | Sirius   | Sirius | Dupuis  | Journal de Spirou          | 1951 (no 695)              | 1953 (no 769)              | |

L'Épervier bleu fait son apparition dans Spirou, déambulant dans les ruelles désertes du port de Palawang, dans le no 30/42 du 23 juillet 1942. Après qu'Éric ait prêté main-forte à Larsen au cours d'une bagarre, les deux héros se trouvent aux prises avec des trafiquants et vivront des aventures en mer comme dans la jungle asiatique avant de sauver la jeune Christiane, nièce innocente du chef des trafiquants, et son boy Sheba. L'épisode est terminé en catastrophe dans le no 35/43 du 2 septembre 1943, la publication du journal étant alors interdite par l'occupant allemand.
Une histoire complète de 4 planches parait dans L'Espiègle au grand cœur, un album spécial du journal Spirou publié le 1er novembre 1943 pour contourner l'interdiction de parution de l'hebdomadaire.
Après guerre, la série reprend avec la publication de l'épisode Le Pharaon des cavernes, du no 24/45 du 9 août 1945 au no 423 du 23 mai 1946, dans lequel Éric, Larsen et Sheba, à la recherche d'une cité perdue de la Haute-Égypte, sont en butte à des aventuriers qui en convoitent les richesses. La série sera dès lors présente sans discontinuer dans l'hebdomadaire jusqu'en 1953.
L'île aux perles, publié du no 501 du 20 novembre 1947 au no 564 du 3 février 1949, est un épisode dans lequel les trois héros, à présent navigateurs à bord du voilier Lone Gull dans les Mers du Sud, viennent à la rescousse d'une jeune femme aux prises avec des pirates sur fond de trafic de perles.
Les Pirates de la stratosphère, publié dès la fin de L'île aux perles, du no 565 du 10 février 1949 au no 600 du 13 octobre 1949, voit la série, jusque là cantonnée dans les aventures exotiques, s'orienter vers une légère science-fiction, nos héros ayant cette fois maille à partir avec un inventeur qui a mis au point un porte-avions stratosphérique  qu'il utilise pour attaquer et dépouiller les navires isolés.
Aventures plus classiques avec l'épisode suivant, L'Ennemi sous la mer publié du no 601 du 20 octobre 1949 au no 648 du 14 septembre 1950, dans lequel Sheba est absent, Éric et Larsen se trouvant à nouveau confrontés à des pirates contrebandiers qui opèrent cette fois depuis un sous-marin allemand U-35, la bataille finale se déroulant dans le quartier général des bandits, à Port-Saïd.
Retour aux aventures exotiques avec La Vallée interdite, épisode publié du no 649 du 21 septembre 1950 au no 690 du 5 juillet 1951, où nos deux héros viennent en aide à un ingénieur et sa fille qui tentent de construire un barrage hydroélectrique dans une vallée  d'Amérique du Sud et sont victimes des sabotages d'un aventurier qui cherche à piller un temple aztèque souterrain avant son inondation.
Après trois semaines d'absence, la série revient dans Spirou avec la publication de son dernier épisode, La Planète silencieuse, du  no 695 du 9 août 1951 au no 769 du 8 janvier 1953. Si l'histoire commence de manière classique avec les deux héros, rejoints à nouveau par Sheba, enquêtant sur une mystérieuse organisation, elle s'échappe par la suite vers la science-fiction puisque cette organisation a pour but de lancer une fusée sur la lune, dans un but scientifique pour le savant qui l'a conçue mais dans un but d'asservissement de la Terre par menace d'envoi de bombes nucléaires depuis la lune pour les personnages louches qui l'entourent.
Après la publication de La Planète silencieuse, la série est interdite par la censure française et abandonnée par Sirius.
Elle ne fait son retour dans le journal qu'en 1973 avec Le Puzzle de l’au–delà une histoire découpée en plusieurs chapitres dans les no 1854 du 25 octobre 1973 (12 planches), no 1856 du 8 novembre 1973 (12 planches), no 1858 du 22 novembre 1973 (11 planches) et no 1861 du 13 décembre 1973 (8 planches) et fait, pour la première fois, la couverture du journal dans le no 1854. L'épisode suivant, Le Cimetière de l’infini, qui constitue la suite et la fin de l'histoire débutée avec Le Puzzle de l’au–delà, est publié du no 1915 du 26 décembre 1974, dont elle fait aussi la couverture, jusqu'au no 1922 du 13 février 1975. Jean-Marie Brouyère, qui relance la série en qualité de scénariste et collaborateur graphique, reprend les codes narratifs de Sirius dans la parfaite continuité des épisodes des années 1940 et 1950 en mêlant aventures exotiques et science-fiction puisqu'Éric et Larsen viennent en aide à la fille d'un archéologue afin d'empêcher un ancien associé de son père de réunir les pièces d'un puzzle qui constitue une clé permettant d'accéder à un monde oublié souterrain dans la Cordillère des Andes.
Sirius reprend ensuite seul les rênes de la série avec l'épisode Ce bon Julius, dont la publication débute un mois seulement après la fin de la publication de l'épisode précédent, du no 1926 du 13 mars 1975, dont il fait aussi la couverture intérieure,, jusqu'au no 1935 du 15 mai 1975 qui présente une narration inhabituelle, puisque c'est Éric qui raconte une aventure dont il a été le protagoniste, et un ton fantastique et fantaisiste nouveau pour la série en mettant le héros aux prises avec quatre barbus mystérieux qui s'avèrent n'être que les déguisements de créatures extraterrestres.
Pour les deux derniers épisodes de la série, Sirius abandonne la fantaisie et l'exotisme pour ancrer ses histoires dans l'actualité de son époque. Dans Les Guerriers des solitudes, publié du no 1989 du 27 mai 1976 au no 1999 du 5 août 1976, Éric et Larsen sont embarqués dans une aventure aux côtés des rebelles tibétains, puis, dans l'épisode Balade irlandaise, publié du no 2031 du 17 mars 1977, dont il fait aussi la couverture intérieure, au no 2046 du 30 juin 1977, ils se trouvent mêlés à des évènements tragiques dans l'Irlande du Nord déchirée par la guerre civile. Sirius abandonne alors la série, laissant dans la dernière case de l'épisode Éric et Larsen disparaître définitivement dans la nuit de la Mer d'Irlande à bord de leur bateau.

### Albums
1. L'Épervier bleu
  - Édition originale, 98 planches (dont 39 planches qui n'avaient pas été publiées dans Spirou)[2], Dupuis, 1948
  - Réédition en deux volumes, tome 1, 50 planches, tome 2, 48 planches, Le Coffre à BD - Éditions du Taupinambour, 2004  (ISBN 2-350-11055-9) et  (ISBN 2-350-11056-7)
  - Réédition, 96 planches, Le Coffre à BD - Éditions du Taupinambour, 2006  (ISBN 2-350-07045-X)
2. Le Pharaon des cavernes
  - Édition originale, 58 planches, Dupuis, 1950
  - Réédition, noir et blanc, couverture souple, Éditions G. Coune, 1975
  - Réédition, Le Coffre à BD - Éditions du Taupinambour, 2005 et 2007  (ISBN 2-350-07016-6)
3. L'Île aux perles
  - Édition originale, couverture souple, Dupuis, 1950
  - Réédition, 4e plat différent, Dupuis, 1953
  - Réédition en deux volumes, tome 1, 41 planches, tome 2, 32 planches, Le Coffre à BD - Éditions du Taupinambour, 2005  (ISBN 2-350-07017-4) et  (ISBN 2-350-07018-2)
  - Réédition, 64 planches, Le Coffre à BD - Éditions du Taupinambour, 2007  (ISBN 2-350-07046-8)
4. Les Pirates de la stratosphère
  - Édition originale, 39 planches, couverture souple, Dupuis, 1951
  - Réédition, 4e plat différent, Dupuis, 1953
  - Réédition, 36 planches, Le Coffre à BD - Éditions du Taupinambour, 2005 et 2007  (ISBN 2-350-07020-4)
5. L'Ennemi sous la mer
  - Édition originale, 45 planches, couverture souple, Dupuis, 1952
  - Réédition, coll. « Péchés de jeunesse », Dupuis, 1979
  - Réédition, Le Coffre à BD - Éditions du Taupinambour, 2006 et 2007  (ISBN 2-350-07028-X)
6. La Vallée interdite
  - Édition originale, 44 planches, couverture souple, Dupuis, 1954
  - Réédition, Le Coffre à BD, 2007  (ISBN 2-350-07071-9)
7. Point zéro
  - Édition originale, 44 planches, couverture souple, Dupuis, 1954
  - Réédition, noir et blanc, couverture souple, Distri BD, 1977
  - Réédition, avec La Planète silencieuse, 88 planches, Le Coffre à BD - Éditions du Taupinambour, 2008  (ISBN 2-350-07075-1)
8. La Planète silencieuse
  - Édition originale, 40 planches, couverture souple, Dupuis, 1954
  - Réédition, noir et blanc, couverture souple, Distri BD, 1977
  - Réédition, avec Point zéro, 88 planches, Le Coffre à BD - Éditions du Taupinambour, 2008  (ISBN 2-350-07075-1)
9. Le Puzzle de l'au–delà, 44 planches, Le Coffre à BD - Éditions du Taupinambour, 2007  (ISBN 2-350-07057-3)
10. Le Cimetière de l'infini et Ce bon Julius, 67 planches, Le Coffre à BD - Éditions du Taupinambour, 2007  (ISBN 2-350-07058-1)
11. Les Guerriers des solitudes, 45 planches, Le Coffre à BD - Éditions du Taupinambour, 2006  (ISBN 2-350-07032-8)
12. Balade irlandaise, 47 planches, Le Coffre à BD - Éditions du Taupinambour, 2006  (ISBN 2-350-07039-5)

INT. Territoires interdits, reprend La Vallée interdite, Point zéro et La Planète silencieuse, 128 planches, avec un dossier rédigé par Thierry Martens, Dupuis coll. « Ensemble 3 en 1 », 1986  (ISBN 2-8001-1385-5)

## Postérité
La série est quelque peu oubliée aujourd'hui. Les albums originels publiés entre 1948 et 1954 sont épuisés, de même que les deux rééditions tentées par Dupuis pour relancer, sans succès, la série en 1979 et 1986. Les épisodes publiés dans Spirou entre 1973 et 1977 n'ont pas été édités par Dupuis. Les éditions Le Coffre à BD - Éditions du Taupinambour ont édité en albums, qui sont aujourd'hui quasiment introuvables, la totalité des épisodes entre 2004 et 2006.
François Walthéry reprend le scénario de l'épisode L'Île aux perles paru en 1950 pour l'adapter aux aventures de Natacha. L'histoire est publiée dans Spirou puis éditée en deux tomes par les éditions Dupuis en 2016 (L’Épervier bleu) et 2018 (Sur les traces de L’Épervier bleu). Un troisième tome, Chanson d'Avril, adaptant Les pirates de la stratosphère, est publié dans le journal Spirou en 2025, et paraît en album la même année. 
Classique de la bande dessinée franco-belge des années 1940-1950, L'Épervier bleu présente des « aventures hautement mouvementées où l'humour tient une place importante, ce qui n'était pas monnaie courante à l'époque dans une série au dessin réaliste », dont la renaissance dans les années 1970 ne sera pas couronnée de succès, la bande dessinée ayant changé en quarante ans. Ce type d'aventures exotiques et fantaisistes paraît démodé pour le site planetebd.com qui regrette une intrigue encombrée par de nombreuses séquences, rebondissements et dialogues superfétatoires alors que les historiens de la bande dessinée retiennent de la série le graphisme dynamique et le trait souple de Sirius, influencé par Clarence Gray et Milton Caniff, et son aisance à allier exotisme et science-fiction ainsi que des récits de grande aventure qui n'ont pas pris une ride et ont conservé tout leur charme et considèrent la série comme un chef-d'œuvre de l'Âge d'or de Spirou, dans la grande tradition des bandes dessinées d'aventure, d'un romantisme rare.